# Monaster Banjska
Monaster Banjska (serb. Манастир Бањска, Manastir Banjska) – prawosławny męski klasztor w pobliżu Zvečanu, w jurysdykcji eparchii raszko-prizreńskiej Serbskiego Kościoła Prawosławnego.

## Historia
Monaster został zbudowany w latach 1312–1316 z fundacji cara Serbii Stefana Urosza II Milutina. Fundator przekazał wspólnocie m.in. blisko siedemdziesiąt wsi, dzięki czemu klasztor stał się jedną z najbogatszych wspólnot monastycznych średniowiecznego Serbskiego Kościoła Prawosławnego. Główna cerkiew monasterska została wzniesiona na miejscu starszego obiektu sakralnego, soboru katedralnego eparchii banjskiej, którą na pocz. XIV w. zlikwidowano. Pierwszym przełożonym klasztoru został ihumen Daniel, późniejszy arcybiskup serbski, współpracownik Stefana Urosza II Milutina. Na patrona głównej cerkwi monasteru wybrano świętego Stefana, patrona wszystkich władców z dynastii Nemaniczów. Budowlę wzniesiono w stylu raszkańskim, a wzorem dla niej była główna świątynia monasteru Studenica. 
Monaster Banjska zaczął podupadać już w XV w. W 1419 miał miejsce pożar monasterskiej cerkwi. Jeszcze w 1433 klasztor był czynny, jednak już w II poł. XV w. przestał funkcjonować. W kolejnym stuleciu na rozkaz sułtana tureckiego klasztor zniszczono, gdyż ukrywali się w nim chrześcijanie uciekający przed Turkami. Podczas wojny turecko-austriackiej w 1689 zniszczony monaster był wykorzystywany do celów wojskowych przez obie strony. Odrestaurowaną cerkiew św. Stefana Turcy spalili ponownie podczas pierwszego powstania serbskiego. Po jego zakończeniu świątynię przekształcono w meczet, którą to funkcję obiekt spełniał do 1912. W okresie międzywojennym profesor Uniwersytetu Belgradzkiego Đurađ Bošković opracował projekt odbudowy monasteru, jednak do prac przy jego realizacji przystąpiono dopiero w 1938 i wskutek wybuchu II wojny światowej nigdy ich nie ukończono. Odbudowano jedynie cerkiew św. Stefana. Chociaż w świątyni nie odbywały się nabożeństwa, miejscowa ludność prawosławna przybywała na wspólną modlitwę w ruinach.
Wspólnota monastyczna przy cerkwi św. Stefana została restytuowana w 2004. Szybko stała się jednym z centrów życia duchowego kosowskich Serbów. W 2006 rozpoczęto remont cerkwi i sąsiednich budynków. W 2013 cerkiew św. Stefana nadal była w stanie zagrażającym zawaleniem, odnowiono jedynie jej dach. W budynku znajdował się ikonostas przeniesiony z cerkwi św. Eliasza w Vučitrnie, podobnie jak wiele ikon z cerkwi zniszczonych po 1999 przez kosowskich Albańczyków. W monasterze przebywał tylko jeden mnich, ihumen Daniel. Nabożeństwa odbywają się regularnie. Szczególnym kultem otaczana jest kopia Kazańskiej Ikony Matki Bożej, uważana za cudotwórczą.
W kwietniu 2015 do monasteru przywieziono Święty Ogień z Jerozolimy.
24 września 2023 w klasztorze zabarykadowała się uzbrojona grupa 30 Serbów, która wcześniej zaatakowała funkcjonariuszy policji Kosowa we wsi Banjska. Po trwających kilka godzin walkach, w których zginęły 4 osoby, siły specjalne Kosowa odbiły klasztor.

## Architektura
Monaster Banjska był otoczony murami obronnymi z basztą. Budynki mieszkalne dla mnichów i pozostałe zabudowania klasztorne wzniesiono w stylu bizantyjskim. Główna cerkiew monasterska została wzniesiona z kamienia. Była orientowana, trójnawowa, od zachodu posiadała dwie kopuły, trzecia zaś była położona w centralnej części budynku. Wszystkie elewacje obiektu zdobione były wzorami z kamieni w trzech kolorach i rzeźbionymi obramowaniami okien i drzwi. Do świątyni prowadziły dwa portale: zachodni i północny. We wnętrzu obiektu znajdowały się freski, częściowo pokryte złotem; takie rozwiązanie również przyjęto na wzór monasterów Studenica, Sopoćani i Mileševa. 
Wobec zniszczenia większości obiektów monasterskich nie przetrwała również większość obiektów sztuki sakralnej, które pierwotnie zdobiły kompleks; niektóre znajdują się w różnych muzeach. Rzeźba Matki Bożej zdobiąca jeden z portali klasztornej cerkwi została natomiast przeniesiona do cerkwi we wsi Sokolica.